# MTV Movie & TV Awards 2021
Die MTV Movie Awards 2021 wurden am 16. und 17. Mai 2021 im Hollywood Palladium in Los Angeles, Kalifornien vergeben. Es war die 29. Ausgabe der Awards und die vierte, bei der Film- und Fernsehpreise gemeinsam vergeben wurden.
Moderatoren waren Leslie Jones am 16. Mai und Nikki Glaser am 17. Mai.

## Gewinner und Nominierte
Der Großteil der Nominierungen wurden am 19. April 2021 verkündet. Die Nominierungen für Best Music Documentary (Bester Musikdokumentarfilm) wurde am 10. Mai verkündet, die Nominierungen für den besten musikalischen Moment am 11. Mai 2021. Die Sieger stehen als erstes und in Fettschrift.

### Scripted Awards
| Best Movie | Best Show |
| --- | --- |
| - To All the Boys: Always and Forever - Borat Anschluss Moviefilm (Borat Subsequent Moviefilm) - Judas and the Black Messiah - Promising Young Woman - Soul | - WandaVision - The Boys - Bridgerton - Cobra Kai - Emily in Paris |
| Best Performance in a Movie | Best Performance in a Show |
| - Chadwick Boseman – Ma Rainey's Black Bottom - Sacha Baron Cohen – The Trial of the Chicago 7 - Daniel Kaluuya – Judas and the Black Messiah - Carey Mulligan – Promising Young Woman - Zendaya – Malcolm & Marie                                                                                             | - Elizabeth Olsen – WandaVision - Michaela Coel – I May Destroy You - Emma Corrin – The Crown - Elliot Page – The Umbrella Academy - Anya Taylor-Joy – Das Damengambit (The Queen's Gambit) |
| Best Comedic Performance | Best Hero |
| - Leslie Jones – Der Prinz aus Zamunda 2 (Coming 2 America) - Eric Andre – Bad Trip - Annie Murphy – Schitt’s Creek - Issa Rae – Insecure - Jason Sudeikis – Ted Lasso | - Anthony Mackie – The Falcon and the Winter Soldier - Gal Gadot – Wonder Woman 1984 - Pedro Pascal – The Mandalorian - Teyonah Parris – WandaVision - Jack Quaid – The Boys |
| Best Villain | Best Kiss |
| - Kathryn Hahn – WandaVision - Aya Cash – The Boys - Giancarlo Esposito – The Mandalorian - Nicholas Hoult – The Great - Ewan McGregor – Birds of Prey | - Chase Stokes and Madelyn Cline – Outer Banks - Jodie Comer and Sandra Oh – Killing Eve - Lily Collins and Lucas Bravo – Emily in Paris - Maitreyi Ramakrishnan and Jaren Lewison – Noch nie in meinem Leben… (Never Have I Ever) - Regé-Jean Page and Phoebe Dynevor – Bridgerton                 |
| Most Frightened Performance | Best Fight |
| - Victoria Pedretti – Spuk in Bly Manor (The Haunting of Bly Manor) - Simona Brown – Sie weiß von Dir (Behind Her Eyes) - Elisabeth Moss – Der Unsichtbare (The Invisible Man) - Jurnee Smollett – Lovecraft Country - Vince Vaughn – Freaky                                                                   | - Wanda vs. Agatha – WandaVision - Final Funhouse Fight – Birds of Prey - Starlight, Queen Maeve, Kimiko vs. Stormfront – The Boys - Finale House Fight – Cobra Kai - Final Fight vs. Steppenwolf – Zack Snyder's Justice League                                                                    |
| Best Breakthrough Performance | Best Duo |
| - Regé-Jean Page – Bridgerton - Maria Bakalova – Borat Anschluss Moviefilm (Borat Subsequent Moviefilm) - Antonia Gentry – Ginny & Georgia - Paul Mescal – Normal People - Ashley Park – Emily in Paris | - Falcon and the Winter Soldier – The Falcon and the Winter Soldier - Barb and Star – Barb and Star Go To Vista Del Mar - Borat and Tutar Sagdiyev – Borat Anschluss Moviefilm (Borat Subsequent Moviefilm) - Din Djarin and Grogu – The Mandalorian - Emily Cooper and Mindy Chen – Emily in Paris |
| Best Musical Moment | |
| - Edge of Great – Julie and the Phantoms - Brown Skin Girl – Black is King - Wildest Dreams – Bridgerton - I Wanna Rock – Cobra Kai - Stand by Me – Love and Monsters - Lost in the Wild – The Kissing Booth 2 - Beginning, Middle, End – To All the Boys: Always and Forever - Agatha All Along – WandaVision | |

### Unscripted Awards
| Best Music Documentary | Best Docu-Reality Show |
| --- | --- |
| - BTS – Break the Silence: The Movie - Ariana Grande: Excuse Me, I Love You - Framing Britney Spears - The Bee Gees: How Can You Mend a Broken Heart - Biggie: I Got a Story to Tell - Billie Eilish: The World's a Little Blurry - Demi Lovato: Dancing with the Devil - Tina - Shawn Mendes: In Wonder - Taylor Swift: Miss Americana      | - Jersey Shore: Family Vacation - Below Deck Mediterranean - Black Ink Crew: New York - Bling Empire - Love & Hip Hop: Atlanta                                                                     |
| Best Dating Show | Best Reality Cast |
| - The Bachelorette - 90 Day Fiancé - Ex On The Beach - Love Is Blind - Ready to Love | - RuPaul's Drag Race - 90 Day Fiancé - Jersey Shore: Family Vacation - Love & Hip Hop: Atlanta - The Real Housewives of Atlanta                                                                    |
| Best Competition Series | Best Lifestyle Show |
| - RuPaul's Drag Race - The Circle - The Challenge - Legendary - The Masked Singer | - Nailed It! - Deliciousness - Fixer Upper: Welcome Home - Making the Cut - Queer Eye |
| Best New Unscripted Series | Best Talk/Topical Show |
| - Selena + Chef - Bling Empire - Cardi Tries - The Real Housewives of Salt Lake City - VH1 Family Reunion: Love & Hip Hop Edition | - The Daily Show with Trevor Noah - The Breakfast Club - A Little Late with Lilly Singh - Red Table Talk - Watch What Happens Live with Andy Cohen                                                 |
| Best Comedy/Game Show | Best Host |
| - Impractical Jokers - Der Boden ist Lava (Floor Is Lava) - Kids Say the Darndest Things - Ridiculousness - Wild 'n Out | - RuPaul – RuPaul's Drag Race - Nicole Byer – Nailed It! - Rob Dyrdek – Ridiculousness - Tiffany Haddish – Kids Say the Darndest Things - T. J. Lavin – The Challenge                              |
| Breakthrough Social Star | Best Real-Life Mystery or Crime Series |
| - Bretman Rock - Charli D'Amelio - Jalaiah Harmon - Addison Rae - Rickey Thompson | - Catfish – Verliebte im Netz (Catfish: The TV Show) - Evil Lives Here - Night Stalker: The Hunt for a Serial Killer - Tiger King: Großkatzen und ihre Raubtiere (Tiger King) - Unsolved Mysteries |
| Best Fight | Best International Reality Series |
| - Kourtney Kardashian vs. Kim Kardashian West – Keeping Up With The Kardashians - Chrishell Stause vs. Christine Quinn – Selling Sunset - Jackie Goldschneider vs. Teresa Giudice – The Real Housewives of New Jersey - Kandy Muse vs. Tamisha Iman – RuPaul's Drag Race: Untucked - Law Roach vs. Guest Judge Dominique Jackson – Legendary | - Love Island (UK) - Acapulco Shore - Geordie Shore - Nailed It! (Mexico) - RuPaul's Drag Race UK                                                                                                  |

### Comedic Genius Award
- Sacha Baron Cohen[5]

### MTV Generation Award
- Scarlett Johansson[6]

### MTV Reality Royalty Lifetime Achievement
- Jersey Shore: Family Vacation[7]